# Antônio Celso Queiroz
Antônio Celso Queiroz (ur. 24 listopada 1933 w Pirassununga, zm. 16 kwietnia 2023 w São Paulo) – brazylijski duchowny katolicki, biskup diecezji Catanduva w latach 2000-2009.

## Życiorys
Święcenia kapłańskie przyjął 17 kwietnia 1960. Był m.in. wikariuszem generalnym archidiecezji Campinas i podsekretarzem generalnym Konferencji Episkopatu Brazylii (1971-1975).

### Episkopat
10 października 1975 został mianowany przez papieża Pawła VI biskupem pomocniczym archidiecezji Archidiecezja São Paulo ze stolicą tytularną Saetabis. Sakry biskupiej udzielił mu 14 grudnia tegoż roku kard. Paulo Evaristo Arns.
9 lutego 2000 został pierwszym biskupem diecezjalnym nowo powstałej diecezji Catanduva. Funkcję tę sprawował do 21 października 2009, kiedy to przeszedł na emeryturę. 
W latach 1987–1995 pełnił funkcję 
sekretarza generalnego Konferencji Episkopatu Brazylii, zaś w latach 2003-2007 jej wiceprzewodniczącego.